# نگینی کردن

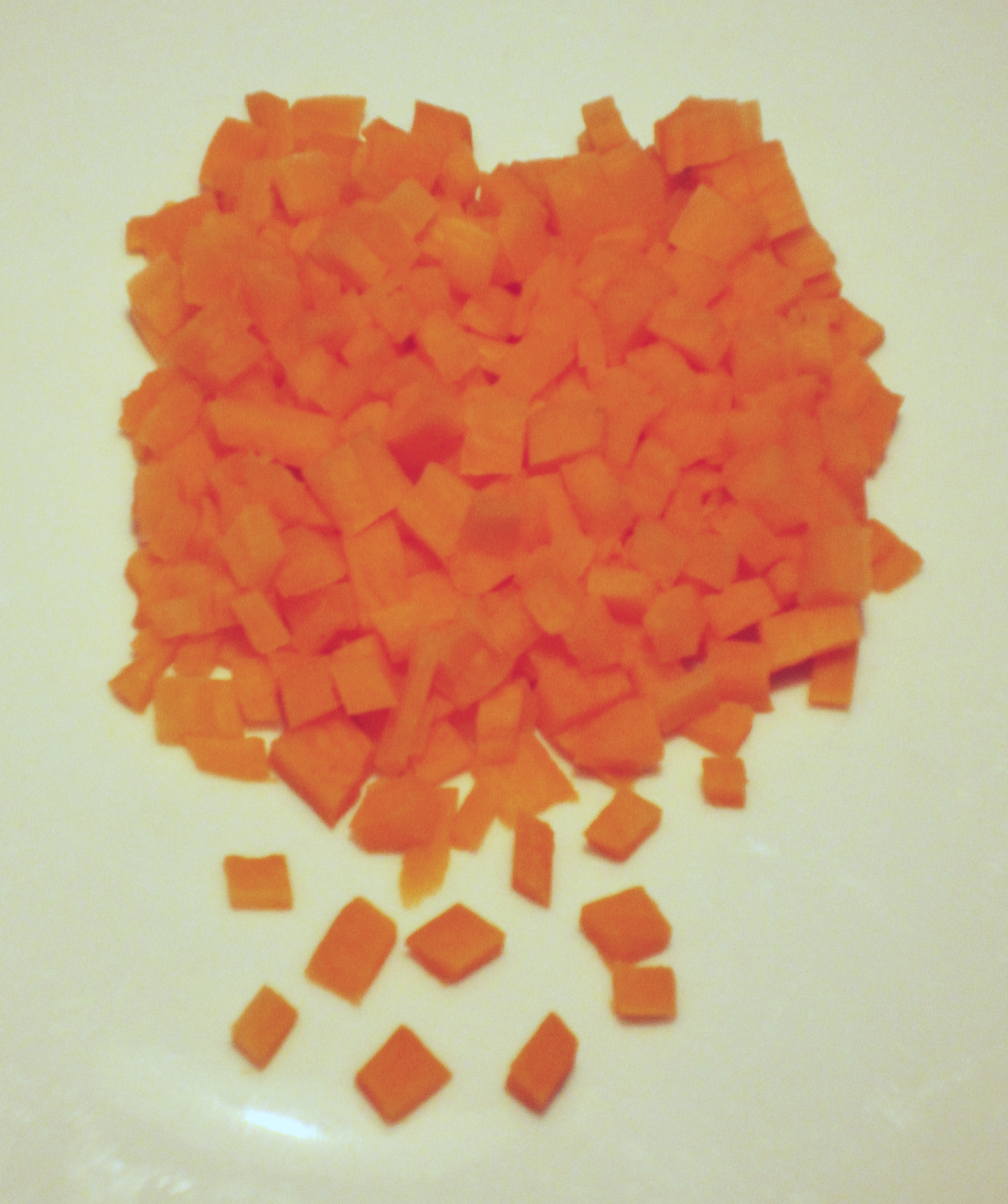
هویج نگینی شده

نگینی کردن یکی از روش‌های برش آشپزی است که ابتدا ماده غذایی را خلال کرده و سپس از سویی دیگر برش می‌زنند تا به شکل مکعب‌های کوچک شود.